# Sirtuina

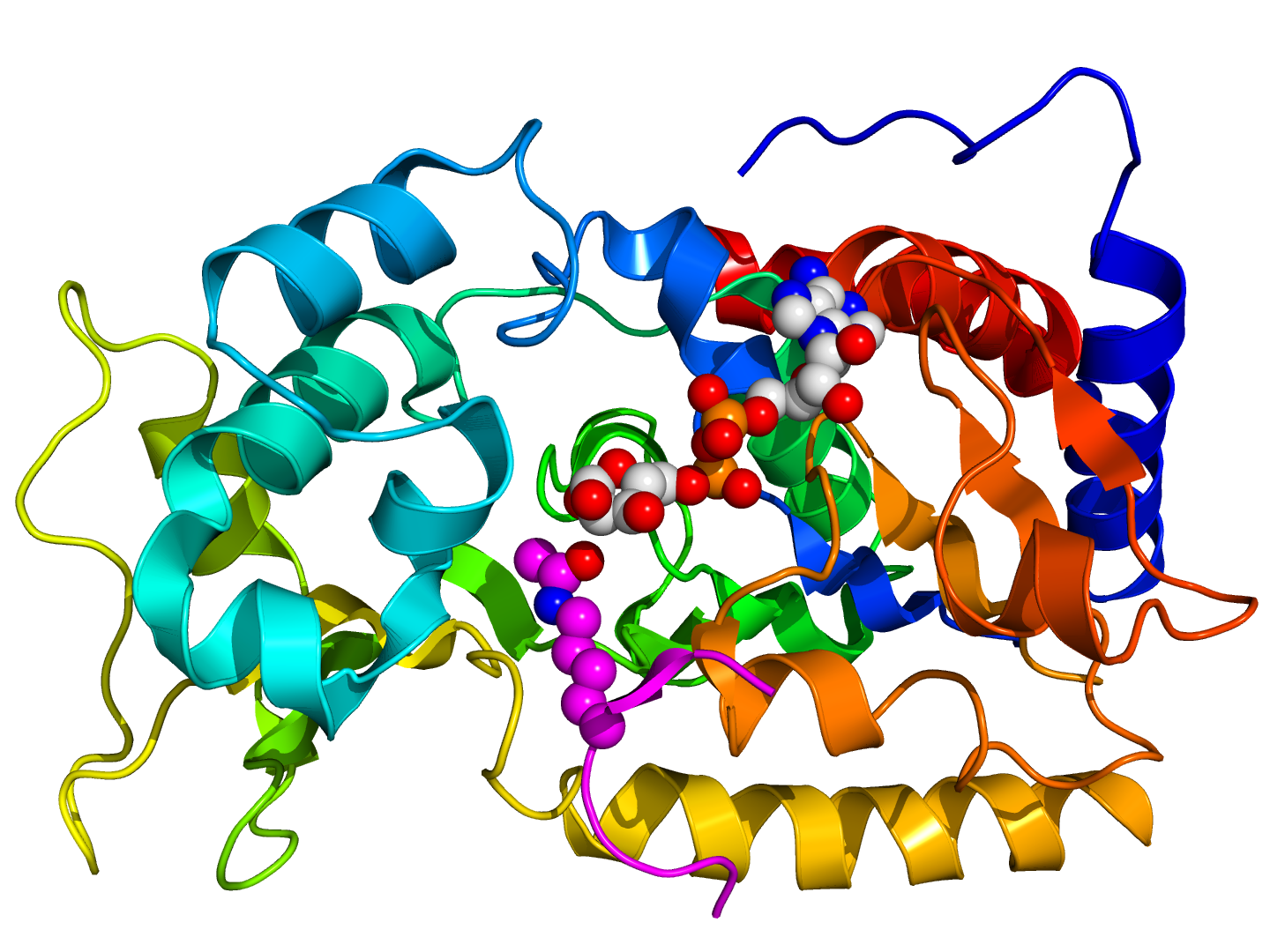
Estructura cristalográfica de la sirtuina sir2 de levadura. Representación de cintas en colores según la región de la proteína (Extremo amino = azul. Extremo carboxilo = rojo). La sirtuina se representa unida a ADP (modelo compacto de esferas. Carbono = blanco. Oxígeno = rojo. Nitrógeno = azul. Fósforo = naranja) y también unida a un péptido de histona H4 (color magenta) con un residuo de lisina acilada en modelo de esferas.

Las sirtuinas son una clase de enzimas, concretamente histona deacetilasas NAD-dependientes, que se encuentran tanto en organismos procariotas como eucariotas. Afectan al metabolismo celular regulando la expresión de ciertos genes (epigenética) dentro de eucariotas (vegetales y animales). El nombre proviene de su nombre en inglés, Silent mating type Information Regulation two, el gen responsable de la regulación celular en el interior de las levaduras, e -ina, terminación o sufijo convencional para las proteínas.